# キトゥバ語
キトゥバ語（キトゥバご、Kituba, キトゥバ、トゥバ語、munukutuba, kikongo ya leta）は中部アフリカにおいて、リングワ・フランカとして広く使われているコンゴ語系のクレオール言語である。コンゴ共和国とコンゴ民主共和国で公的に使われている。コンゴ共和国ではムヌクトゥバ、コンゴ民主共和国ではキコンゴ・ヤ・レタないしコンゴ人でなければ特に単にキコンゴとも呼ばれ、しばしばコンゴ語の方言同様に扱われ、kikongo-kituba のように連結して言及される。

## 言語名別称
- トゥバ語（コンゴ共和国）
  - モノクトゥバ語（Monokutuba）
  - ムヌクツバ語（Munukutuba）
  - Kikoongo
  - キトゥバ
  - キトゥバ語
- トゥバ語（コンゴ民主共和国）
  - 商業コンゴ語（Kikongo Commercial）
  - キコンゴ・ヤ・レタ（政府コンゴ語）（Kikongo Ya Leta）
  - Kibulamatadi
  - Kikongo Simplifié
  - Kikongo-Kutuba
  - Kileta
  - キクァンゴ語（Kikwango）
  - キトゥバ
  - キトゥバ語

## 方言
- トゥバ語（コンゴ民主共和国）
  - Eastern Kituba
  - Ikeleve
  - Western Kituba